# Pascal Corminboeuf

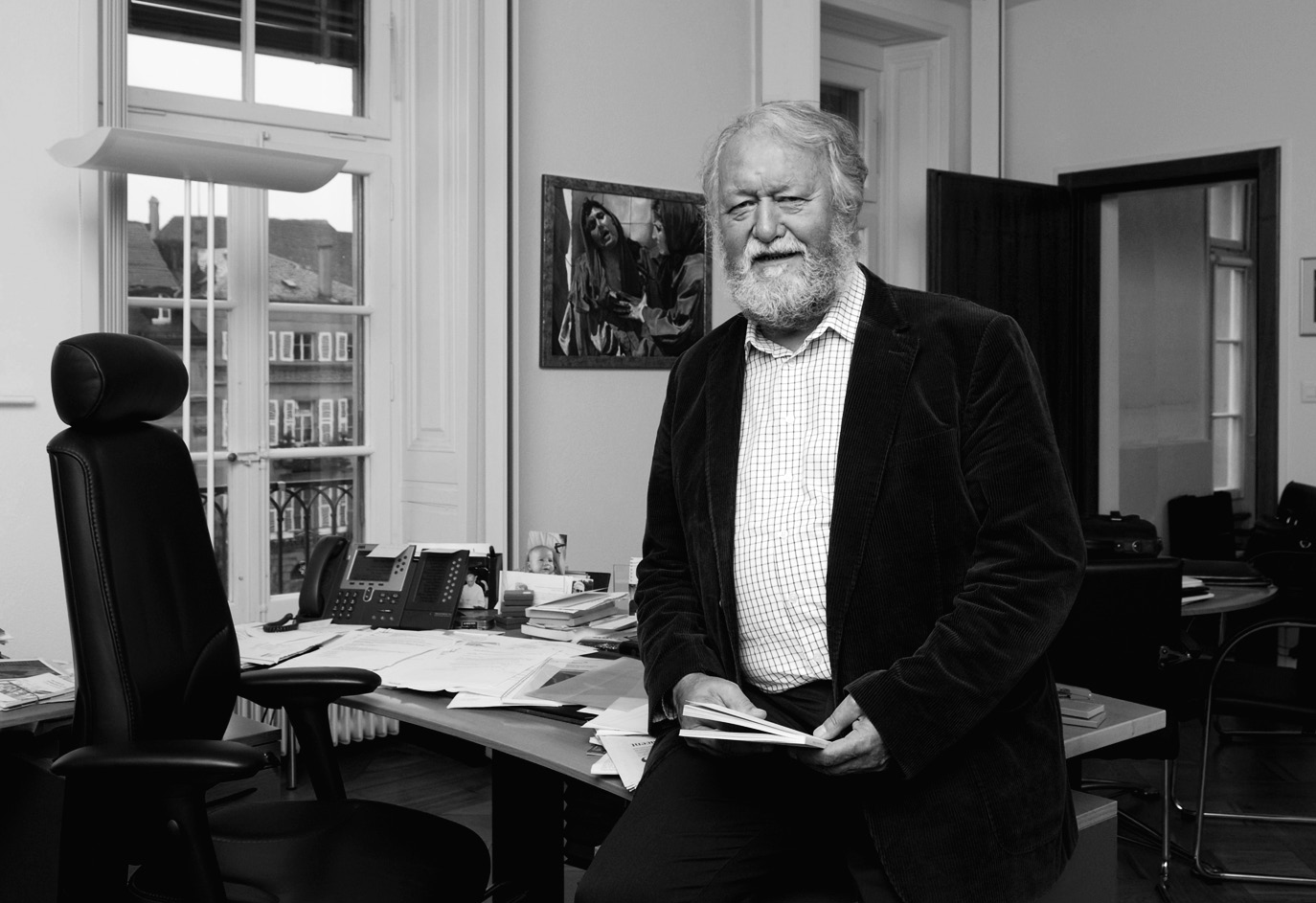
Pascal Corminboeuf

Pascal Corminboeuf (* 8. Februar 1944 in Domdidier) ist ein Schweizer Politiker (parteilos).

## Leben
Corminboeuf hat ein Studium an der Philosophischen Fakultät abgelegt.
Seit 1997 gehörte er dem Staatsrat des Kantons Freiburg an, wo er der Direktion der Institutionen und der Land- und Forstwirtschaft (ILFD) vorstand. Ende seiner Amtszeit 2011 trat Corminboeuf von seinem Amt zurück.
Corminboeuf lebt in Domdidier und ist verheiratet. Der ehemalige Landwirt hat drei Kinder.